# Костел Святого Йоана Хрестителя (Волма)
Католицький костел Святого Йоана Хрестителя (біл. Касцёл Святога Яна Хрысціцеля) — мурований католицький костел у селі Волма Дзержинського району Мінської области.

## Історія
Парафія існує з 1474 року. Старий дерев'яний костел у бароковому стилі було побудовано 1667 року, а 1751 року його реконструювали. Після придушення Січневого повстання 1863 року католицький костел перетворили на православну церкву, яка діяла до 1910 року. Після Другої світової війни церкву розграбували, зруйнували вежі, а споруду переобладнали спочатку під шкільну спортивну залу, а потім під зерносховище. 1962 року старий костел було розібрано до основи.
Новий костел збудований 2003 року та освячений 2004 року.

25 листопада 2018 року згоріла в пожежі парафіяльна плебанія. 

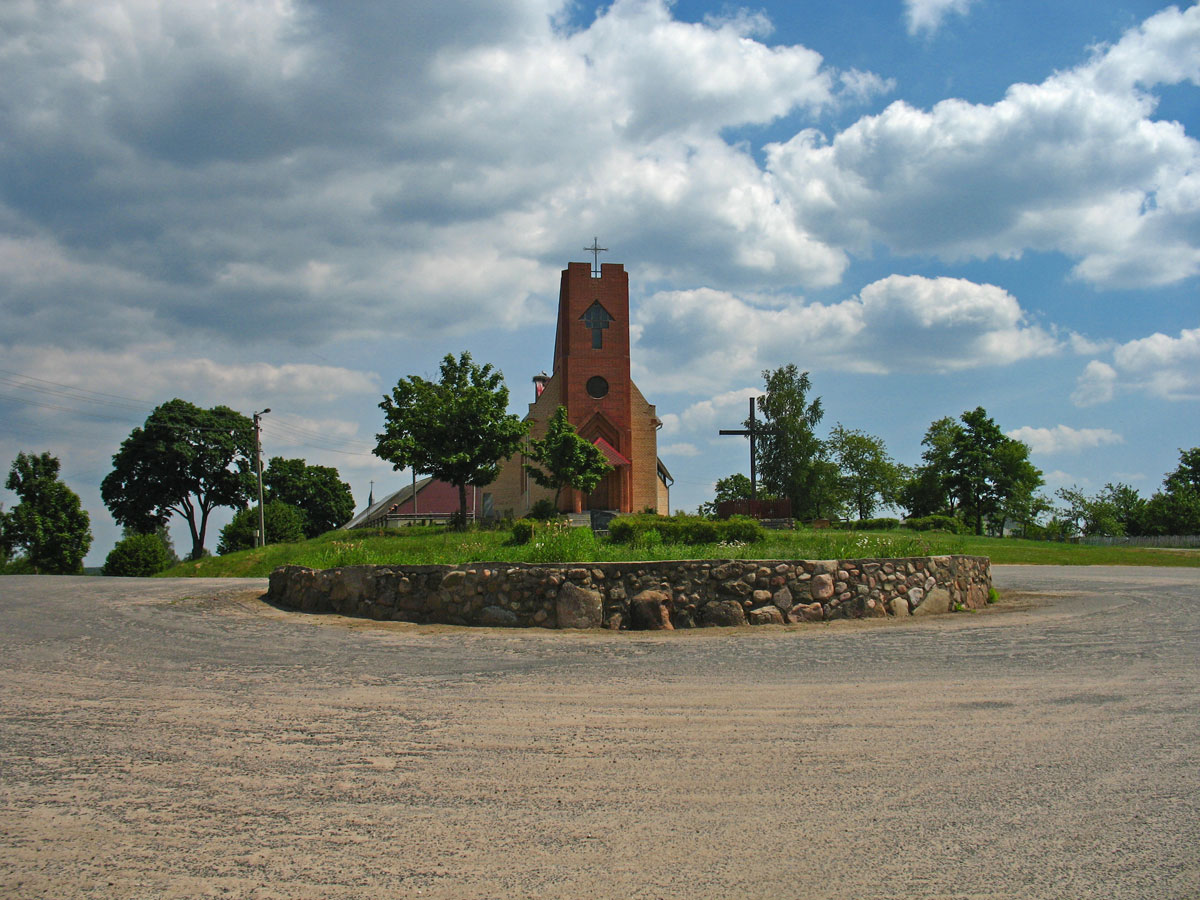
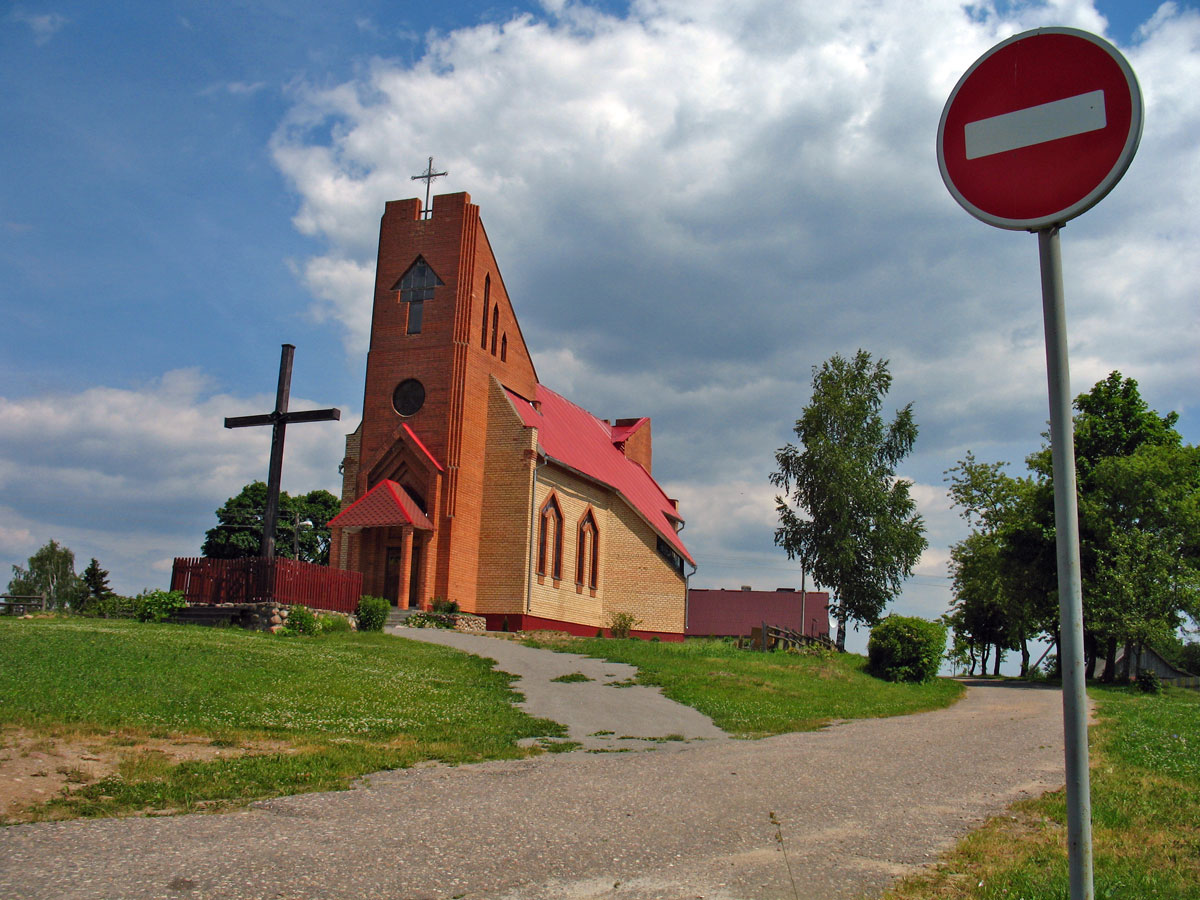
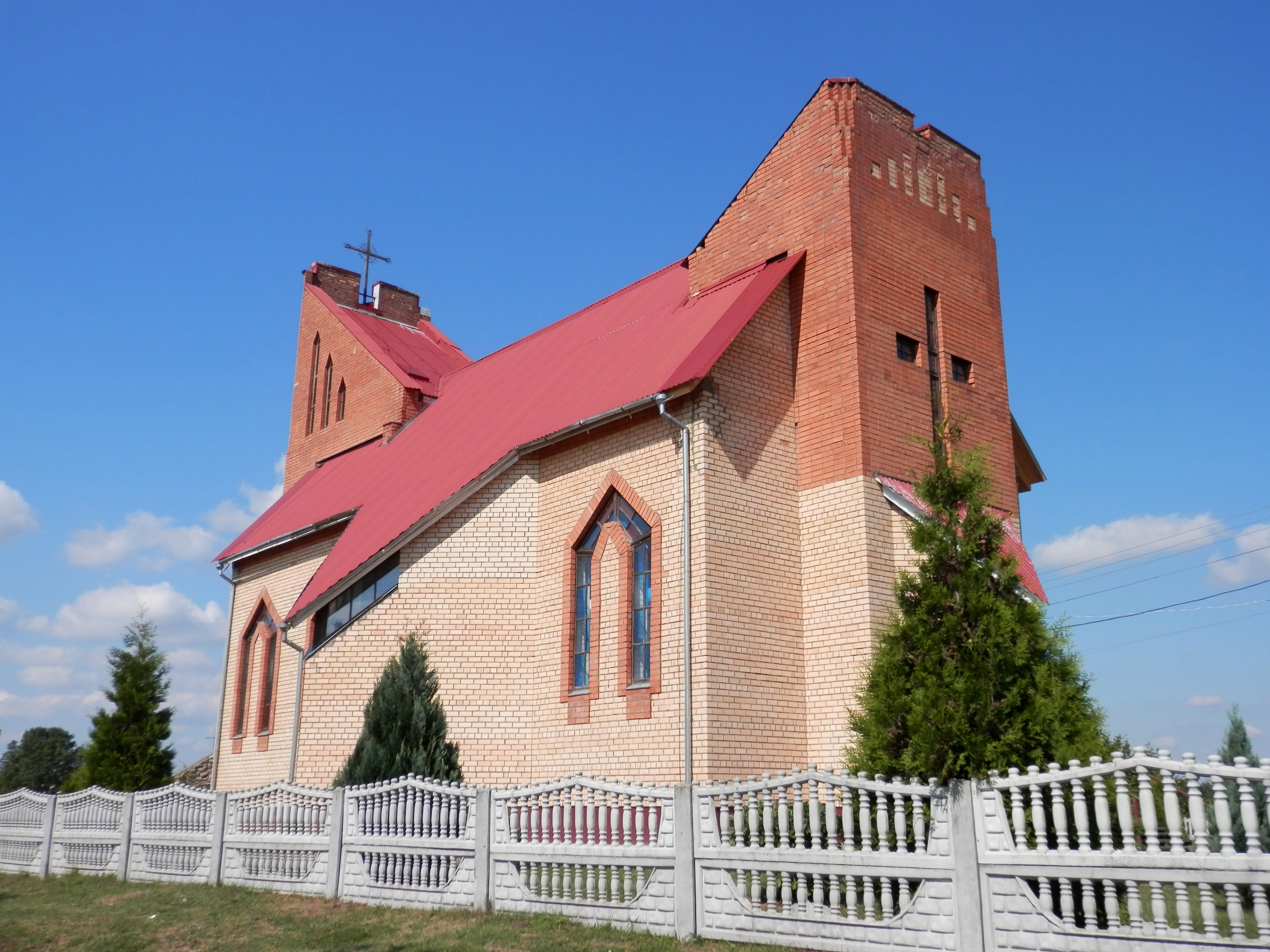
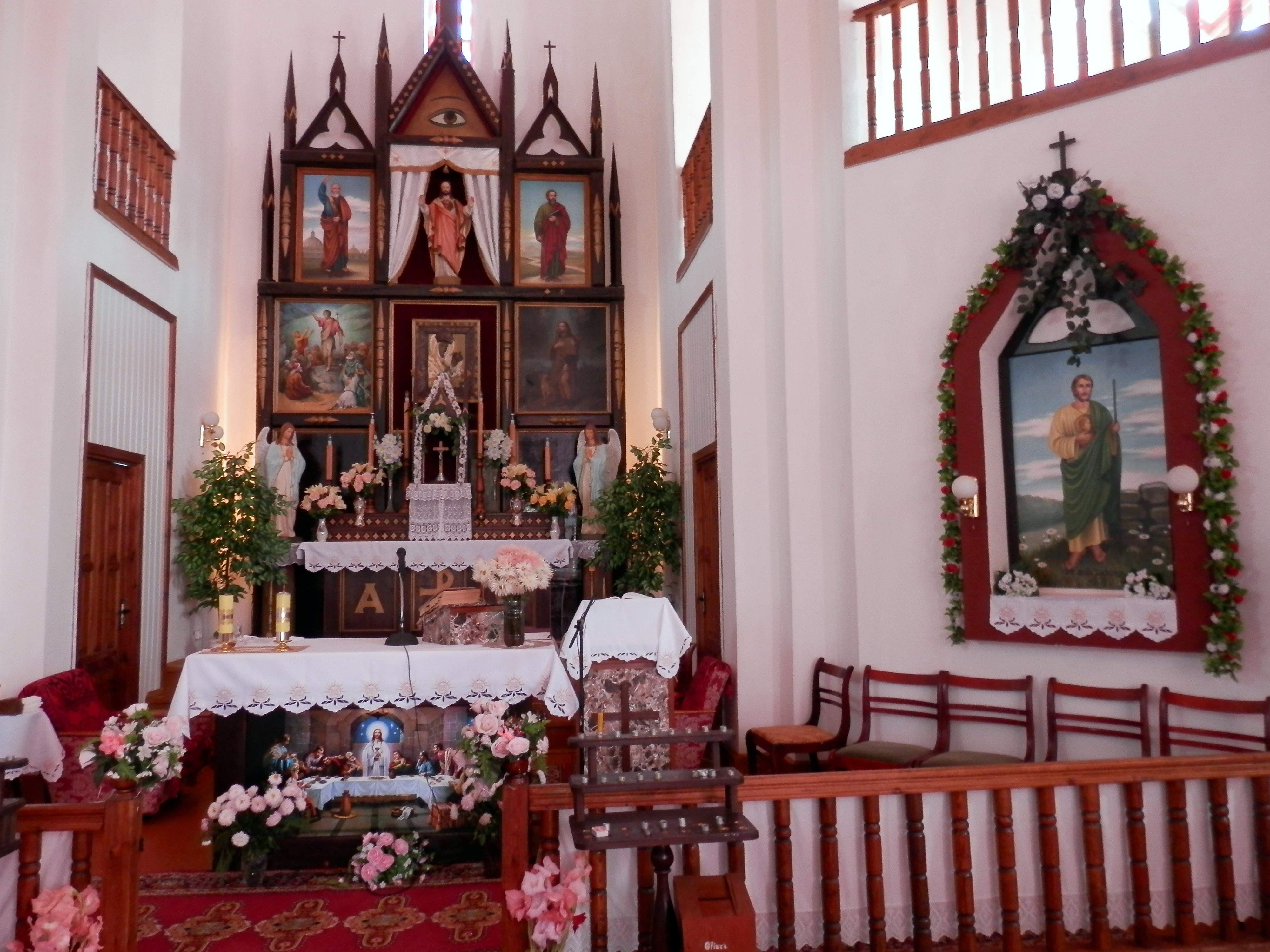

## Дивіться також
- Стовбцівський деканат